# San Giovanni Battista de La Salle
San Giovanni Battista de La Salle, även benämnd San Giovanni Battista de La Salle nel Collegio San Giuseppe Istituto De Mérode, är en kyrkobyggnad i Rom, helgad åt den helige Jean-Baptiste de La Salle (1651–1719), grundare av kongregationen Kristna skolans bröder. Kyrkan är belägen vid Via Alibert i Rione Campo Marzio och tillhör församlingen San Giacomo in Augusta.

## Beskrivning
Den första skolan på denna plats – Istituto De Mérode – grundades av den belgiske ärkebiskopen Xavier de Mérode (1820–1874). Skolan var ursprungligen inhyst i Palazzo Altemps, men den flyttade till denna plats år 1903.
Kyrkan uppfördes efter ritningar av arkitekten Ciriaco Baschieri Salvadori. Den helgades initialt åt den helige Josef, men helgades år 1900 åt den helige Jean-Baptiste de La Salle. Kyrkan konsekrerades den 5 juni 1900 av kardinalvikarie Pietro Respighi.
Kyrkans imposanta fasad vid Via Alibert har kolossala kolonner och pilastrar med korintiska kapitäl, dekorerade med den lasalliska stjärnan Signum Fidei.
Den treskeppiga interiören har fresker av Luigi Fontana. Högaltaret har en kopia av ikonen Vår Fru av Pompeji. I absidens halvkupol har Fontana målat Den helige Jean-Baptiste de La Salle lägger fram sin kongregations regler för den heliga Treenigheten och Jungfru Maria. De tre sidoaltarna på höger hand är invigda åt Madonna di Fátima, Jesu heliga hjärta och den helige Josef.